# 無印良品 (樂團)
无印良品是一個1990年代的馬來西亞双人合唱组合，1995年由王光良和黃品冠两位实力派创作歌手组成，又名光良品冠，在音乐人李宗盛的赏识下签约滚石唱片公司，在马来西亚发行专辑《掌心》、《多心》并获好评。
1996年在台湾发行专辑《掌心》并一炮而红，在随后的3年中又陆续发行4张创作专辑。两人因清新自然的歌曲和细腻温柔的唱腔而广受好评，迅速成长为台湾新时代的青春偶像组合。
2000年，无印良品在歌迷的一片惋惜声中宣布解散，各自单飞，随后光良和品冠分别推出了各自的音乐专辑。两人组合时期的成绩相当辉煌，分开后各自發展都很不錯。

## 團員資料
| 團員 | 團員          |
| 姓名 | 出生日期      |
| ---- | ------------- |
| 光良 | 1970年8月30日 |
| 品冠 | 1972年2月26日 |

## 專輯列表

### 專輯 (馬來西亞)
| 專輯 # | 專輯名稱                | 專輯類型 | 發行日期     | 曲目 | 備註 |
| 1st    | 掌心 (馬來西亞版)       | 國語專輯 | 1995年8月1日 | 1. 掌心 2. 天天生活 3. 不想只是朋友 4. 最遠的你最近的心 5. 談一次不同的戀愛 6. 親愛的妳 7. 陪我只要一刻鐘 8. 朋友！你還好嗎？ 9. 與你同在 10. 如果你還愛我 |      |
| 2nd    | 多心 (馬來西亞版)       | 國語專輯 | 1996年5月1日 | 1. 多心 2. 相知相擁 3. 重來 4. 敢 5. 感覺 6. 你會是我的 7. 放棄 8. 等你的心 9. 每一次喊你 10. 睡不著 11. 故意                                              |      |
| 3rd    | 有你在身旁 (馬來西亞版) | 國語專輯 | 1997年5月1日 | 1. 有你在身旁 2. 是你變了嗎 3. 注定 4. 胡思亂想 5. 故意 6. 想愛 7. 假裝 8. 城市都寂寞 9. 愛得不快樂 10. 天氣 11. 猜測                                      |      |

### 專輯 (台灣)
| 專輯 # | 專輯名稱                 | 專輯類型      | 發行日期      | 曲目 | 備註                     |
| 1st    | 掌心                     | 國語專輯      | 1996年10月1日 | 1. 掌心 2. 每一次喊你 3. 等你的心 4. 天天生活 5. 多心 6. 重來 7. 敢 8. 感覺 9. 你會是我的 10. 與你同在                                                                                               |                          |
| 2nd    | 無印良品×2               | 國語專輯      | 1997年5月1日  | 1. 是你變了嗎 2. 註定 3. 胡思亂想 4. 有你在身旁 5. 故意 6. 假裝 7. 想愛 8. 愛得不快樂 9. 天氣 10. 相知相擁                                                                                           |                          |
| 3rd    | 三人行                   | 國語專輯      | 1998年1月13日 | 1. 猜測 2. 如果你願意 3. 就叫我孩子 4. 愛是寂寞的風 5. 我找你找了好久 6. 話題 7. 到我這裡躲雨 8. 道歉 9. 孤島 10. 想你在.... 11. 愛多一點點 12. 世界因愛發光                                         |                          |
| 4th    | 想見你                   | 國語專輯      | 1999年2月4日  | CD1 1. 想見你 2. 傷心地鐵 3. 雨過天晴 4. 沒你的日子 5. 起床 6. 身邊 7. 恍然大悟 8. I'll Let Her Know 9. 說個明白 10. 想飛越 CD2 1. 天使 2. 雨過天晴 (晴天版) 3. 地下鐵音樂人                         | 附送 CD2：《原唱相對論》 |
| 5th    | 珍重 95-99分手纪念精选辑 | 國語新曲+精選 | 1999年12月1日 | 1. 別人都說我們會分開 2. 朋友 3. 想見你 4. 是你變了嗎 5. 傷心地鐵 6. 身邊 7. 註定 8. 就叫我孩子 9. 掌心 10. 多心 11. 猜測 12. 有你在身旁 13. 每一次喊你 14. 等你的心 15. 我找你找了好久 16. 胡思亂想 |                          |

### 精選專輯
| 專輯 # | 專輯名稱                      | 專輯類型 | 發行日期      | 曲目 | 備註 |
| 1st    | 胡思亂想                      | 精選專輯 | 1997年8月1日  | 1. 胡思亂想 2. 是你变了吗 3. 注定 4. 每一次喊你 5. 多心 6. 等你的心 7. 有你在身旁 8. 掌心 9. 故意 10. 不想只是朋友 11. 你会是我的 12. 相知相拥                            |      |
| 2nd    | 滾石香港黃金十年 光良品冠精選 | 精選專輯 | 2000年2月23日 | 1. 掌心 2. 胡思亂想 3. 是你變了嗎 4. 註定 5. 朋友 6. 別人都說我們會分開 7. 想見你 8. 每一次喊你 9. 多心 10. 我找你找了好久 11. 猜測 12. 話題 13. 敢 14. 假裝 15. 相知相擁 |      |

### 演唱會專輯
| 專輯 # | 專輯名稱                         | 專輯類型   | 發行日期     | 曲目 | 備註 |
| 1st    | 珍重無印良品再見演唱會LIVE全記錄 | 演唱會專輯 | 2000年6月1日 | CD1 1. 世界因愛發光 2. 掌心 3. 天天生活 4. 多心 5. 話題 6. 胡思亂想 7. 我找你找了好久 8. 身邊 9. 如果你願意 10. 恍然大悟 11. 每一次喊你 12. 說個明白 13. 想你在.... 14. 等你的心 15. 是你變了嗎 16. 傷心地鐵 17. 睡不著 18. 愛得不快樂 19. 如果你還愛我 20. Angeline CD2 1. 雨過天晴 2. 重來 3. 註定 4. 就叫我孩子 5. 起床 6. 志明與春嬌 7. 愛相隨 8. 離開我 9. 我比誰都清楚 10. 連夢也沒有 11. 愛我別走 12. 別人都說我們會分開 13. 朋友 14. 想見你 15. 有你在身旁 |      |

## 大事记及获奖纪录
1995年
- 于马来西亚发行《掌心》专辑，销量破白金。
- 《掌心》蝉联大马龙虎榜10周冠军

1996年
- 于马来西亚发行《多心》专辑，销量破白金。
- 《多心》蝉联大马龙虎榜7周冠军
- 于台湾发行《掌心》专辑，销量破双白金
- 《掌心》专辑获台湾IFPI销售榜亚军，Channel V 中文排行榜冠军，钱柜KTV点播榜冠军，MTV封神榜亚军
- 获马来西亚大马娱协奖：最佳原创金曲奖-《掌心》，最佳作曲奖-《掌心》，最佳作词奖-《掌心》，十大原创金曲-《掌心》、《重来》，新人推荐大奖，最受欢迎本地原唱歌手奖7项大奖

1997年
- 于台湾举办“多心多謝”演唱会
- 入围台湾金曲奖“世界华人最佳男演唱人”
- 《无印良品X2》专辑发行，获台湾IFPI销售榜冠军，Channel V 中文排行榜冠军-《是你变了吗》、亚军-《注定》，MTV封神榜冠军，香港电台中文排行榜冠军
- 举办“胡思乱想”演唱会
- 《南洋商报》十大歌星奖：最佳歌手奖，最受欢迎歌手奖，最佳现场表现歌手奖，十大歌星奖，最佳金曲奖-《多心》

1998年
- 入围台湾金曲奖“最佳演唱组合”
- 《3人行》专辑发行，获MTV封神榜冠军，马来西亚RIM销售排行榜冠军
- 在台湾、星马与任贤齐举行“超级任务3人行”演唱会
- 马来西亚十大歌星奖：十大歌星奖，现场最受欢迎奖，最佳金曲奖-《胡思乱想》，最佳作曲奖-《胡思乱想》
- 马来西亚娱协奖：传媒推荐大奖，十大原创歌曲奖-《猜测》、《胡思乱想》、《注定》，最佳原创金曲奖-《注定》，最佳作曲奖-《注定》，最受欢迎本地原唱歌手奖，最佳现场演绎奖

1999年
- 再度入围台湾金曲奖“最佳演唱组合奖”
- 飞碟电台劲碟大赏最受欢迎双人组合
- 1999十大歌星奖：十大歌星第一名，最佳金曲奖-《想见你》，最受欢迎男歌手
- 《想见你》专辑获Channel V 中文排行榜冠军，MTV封神榜冠军，华人音乐销售榜冠军，马来西亚RIM销售排行榜冠军
- 举办“超级双频 哥俩好”演唱会
- 获马来西亚第一届唱片公会AIM中文颁奖 最佳编曲-《世界因爱发光》，最佳专辑-《3人行》，最佳组合奖

2000年
- 正式宣布单飞，同时发行精选集《珍重 '95-99分手纪念精选集》
- 于台北举办“珍重 无印良品再见演唱会”
- 于马来西亚举办大型告别演唱会，反應熱烈